# Dominicas förenade arbetarparti
Dominicas förenade arbetarparti, på engelska United Workers' Party (UWP), är ett mittenparti i Dominica, bildat 1988 av Edison James och Julius Timothy, m fl.
I parlamentsvalet 1990 erövrade UWP 6 av 21 mandat och blev det ledande oppositionspartiet. 
I valet därpå (1995) fick UWP 11 platser och fick bilda regering med James som premiärminister.
Trots att man fick 43,3 % av rösterna i valet 2000, och kvarstod som partiet med störst väljarstöd, så fick man tack vare valsystemet färre mandat än Dominicas arbetarparti och tvingades i opposition.
Efter ytterligare valförluster 2005 avgick James som partiledare.
Striden om att bli hans efterträdare stod mellan Julius Timothy och Earl Williams.
När den sistnämnde vann omröstningen så hoppade Timothy av UWP och anslöt sig till regeringssidan.
Därför har UWP numera endast sju platser i parlamentet.